# Administration fiscale
Ne doit pas être confondu avec Trésor public.
L'administration fiscale, ou fisc, est l'ensemble des organismes d'État chargés de l'établissement de l'assiette des impôts, de sa perception et de son contrôle.

## Rome antique
Dans la Rome antique, le fisc est le trésor personnel des empereurs. Il signifie littéralement, en latin, le panier ou la bourse : il désigne tous les revenus tirés des provinces, spécialement des provinces impériales. Son existence est due à la répartition des pouvoirs, durant le Haut-Empire, entre le Sénat et l’empereur. Par la suite, les empereurs accentuèrent leur contrôle sur l’ensemble des finances du monde romain, et l’importance du fisc augmenta en conséquence.

## En France

### Au Moyen Âge
Au Moyen Âge, le fisc correspond au domaine du roi.

### Époque contemporaine
Depuis 2002, la France diminue ses moyens humains en matière fiscale : sur les 140 000 emplois que compte l’administration fiscale, 30 000 ont été supprimés depuis cette date[réf. nécessaire].
En France jusqu'en 2008 trois administrations fiscales géraient les finances de l'État (par ordre d'importance en ressources humaines et en recouvrement) :
- la direction générale des Impôts (DGI),
- la direction générale de la Comptabilité publique (DGCP ou Trésor public),
- la direction générale des douanes et droits indirects (DGDDI) pour certaines de ses missions.

Depuis avril 2008 les deux premières ont fusionné pour devenir une seule et même entité : la direction générale des Finances publiques (DGFIP).
Ces administrations sont des directions du ministère du Budget, dont sont issus les services déconcentrés, chargés notamment de l'accueil du public (centres des finances publiques depuis la fusion de la DGI et de la DGCP). L'assiette des différents impôts et leur recouvrement se font désormais la plupart du temps dans ces nouvelles structures regroupant les services. Les douanes, en ce qui concerne leurs missions fiscales, procèdent à ces deux types d'actions.